# أفعال الشروع
أفعال الشروع هي أفعال ناقصة ناسخة تدل على أن الفعل الذي بعدها قد شرع فيه كما أنها تعمل عمل كان وأخواتها؛ تدخل على الجملة الاسمية فترفع المبتدأ ويسمى اسمها وتنصب الخبر ويسمى خبرها. مثل: شرع الفلاح يسقي الأشجار.
من أفعال الشروع:
- أخذ
- بدأ
- قام
- انبرى
- شرع
- طفق
- أنشأ
- جعل
- علق
- هبّ

ملاحظة: الفعل أخذ لا يُعَدّ من أفعال الشروع إلاّ حين يأتى بمعنى بدأ
يكون خبر أفعال الشروع جملة فعلية فعلها مضارع مجرّد من أنْ.